# Émile Yelle
Émile Yelle PSS (* 4. April 1893 in Saint-Rémi-de-Napierville, Kanada; † 21. Dezember 1947 in Montreal) war ein kanadischer Ordensgeistlicher und römisch-katholischer Koadjutorerzbischof von Saint-Boniface.

## Leben
Émile Yelle besuchte von 1898 bis 1906 die Schule in seinem Heimatort, von 1906 bis 1908 das Collège Commercial Saint-Rémi und von 1908 bis 1914 das Bischöfliche Knabenseminar in Joliette. Er trat 1914 der Ordensgemeinschaft der Sulpizianer bei und studierte von 1914 bis 1917 Katholische Theologie am Priesterseminar in Montreal. Yelle empfing am 15. Juli 1917 in der Kirche St-Jean-Baptiste durch den Erzbischof von Montreal, Paul Bruchési, das Sakrament der Priesterweihe. Anschließend wurde er für weiterführende Studien nach Rom an das Päpstliche Kanadische Kolleg entsandt. 1919 wurde Émile Yelle an der Päpstlichen Universität Heiliger Thomas von Aquin im Fach Philosophie promoviert.
Yelle lehrte ab 1920 Dogmatik, Liturgik und Kirchengeschichte am Priesterseminar in Montreal. 1927 wurde er Regens des Priesterseminars in Montreal. Yelle wurde 1931 mit der Gründung einer Theologischen Fakultät an der Universität Montreal beauftragt.
Am 21. Juli 1933 ernannte ihn Papst Pius XI. zum Titularerzbischof von Arcadiopolis in Europa und zum Koadjutorerzbischof von Saint-Boniface. Der Koadjutorerzbischof von Montreal, Georges Gauthier, spendete ihm am 21. September desselben Jahres in der Basilika Notre-Dame de Montréal die Bischofsweihe; Mitkonsekratoren waren der Apostolische Vikar von Keewatin, Ovid Charlebois OMI, und der Bischof von Joliette, Joseph Arthur Papineau.
Émile Yelle trat am 24. Mai 1941 als Koadjutorerzbischof von Saint-Boniface zurück. Er verbrachte seinen Ruhestand im Hôtel-Dieu de Montréal, wo er am 21. Dezember 1947 starb. Sein Grab befindet sich in der Krypta der Kapelle des Priesterseminars in Montreal.